# Estadio Franklin Essed
El Estadio Franklin Essed (en neerlandés: Dr. Ir. Franklin Essed Stadion) es un estadio multiusos ubicado en Paramaribo, capital de Surinam.

## Historia
Fue inaugurado el 24 de diciembre de 1958 con el nombre Flora Stadion por ubicarse en el vecindario de Flora, cerca del Gimnasio Nacional de Surinam. Es operado por la Federación de Fútbol de Surinam, por lo que ha sido facilitado para ser la sede de varios equipos de Paramaribo como Leo Victor, Cosmos, Royal '95, Super Red Eagles y los militares del SNL.
En 2018 fue renovado por una donación de la FIFA por poco más de 1 millón de dólares, con lo que se pudo cambiar el terreno a césped artificial y el estadio cambío su nombre por el actual el homenaje al político y científico Frank Essed.

## Eventos

### Fútbol
La selección nacional de fútbol lo utilizó en la clasificación de Concacaf para la Copa Mundial de Fútbol de 1998 en la derrota por 0-1 ante Jamaica.

### Conciertos
El estadio ha sido utilizado para varios conciertos:
| Fecha     | Banda      | Nombre de la Gira      | Ref.  |
| --------- | ---------- | ---------------------- | ----- |
| 25-8-2007 | Kassav'    | Kassav' Carnaval Tour  | [ 5 ] |
| 15-8-2009 | Gentleman  | Another Intensity Tour | [ 6 ] |
| 3-9-2011  | Atif Aslam | Impact Tour            | [ 7 ] |